# Thiên hoàng Toba
Thiên hoàng Toba (鳥羽天皇 (Điểu Vũ thiên hoàng) Toba- tennō, 24 tháng 2, 1103 - 20 tháng 7, 1156) là thiên hoàng thứ 74 của Nhật Bản theo danh sách kế thừa truyền thống
Triều đại Toba của kéo dài từ năm 1107 đến năm 1123.

## Tường thuật truyền thống
Thiên hoàng Toba có tên húy là Munehito (宗仁 (Tông Nhân)), ông là con trai của Thiên hoàng Horikawa và Hoàng hậu Fujiwara no Ishi. Sau khi mẹ qua đời, ông được ông nội là Pháp hoàng Shirakawa đích thân nuôi dưỡng.

## Lên ngôi Thiên hoàng
Ngày 9 Tháng 8 năm 1107, sau khi cha là Thiên hoàng Horikawa vừa băng hà, Pháp hoàng Shirakawa đưa cháu nội mới 5 tuổi lên kế vị, hiệu là Thiên hoàng Toba. Ông cải niên hiệu của cha thành niên hiệu Kajō (1107 - 1108). Quyền lực thực tế do Pháp hoàng Shirakawa nắm giữ, Thiên hoàng không có quyền lực gì.
Năm 1110, đền Miidera-ji bị đốt cháy.
Thời Toba, Phật giáo được phát triển mạnh. Thiên hoàng cho xây dựng ngôi chùa Saishôji ( (Tối Thắng tự)), hoàng hậu của ông, bà Taikenmonin ( (Đãi Hiền Môn Viện)) xây Enshôji ( (Viên Thắng tự)). Để có tiền xây chùa chiền và tổ chức các lễ hội tốn kém, Toba đã không ngần ngại bán cả chức tước để có đủ ngân sách.
Ngày 25 tháng 2 năm 1123, Thiên hoàng Toba bị ông nội ép phải nhường ngôi cho con trai mới 5 tuổi, thân vương Akihito. Ông này sẽ lên ngôi, hiệu là Thiên hoàng Sutoku.

### Kugyō
- Nhiếp chính: Fujiwara Tadazane, 1078-1162.
- Quan bạch: Fujiwara Tadazane.
- Quan bạch: Fujiwara Tadamichi, 1097-1164.
- Thái Chính đại thần: Fujiwara Tadazane.
- Tả đại thần: Fujiwara Tadamichi.
- Tả đại thần: Hanazono không Arahito.
- Hữu đại thần: Naka-no-trong Munetada.
- Nội đại thần:
- Đại nạp ngôn:

### Niên hiệu
- Kajō (1106-1108)
- Tennin (1108-1110)
- Ten'ei (1110-1113)
- Eikyū (1113-1118)
- Gen'ei (1118-1120)
- Hōan (1120-1124)

## Sau khi thoái vị
Bị ép phải nhường ngôi cho con, Toba lặng thịnh nhịn chịu. Đến khi Pháp hoàng Shirakawa vừa chết (1129), Thượng hoàng Toba lên nắm quyền trong 27 năm (1129 - 1156). Vốn có mâu thuẫn với ông nội từ lâu, Toba thi hành các chính sách trái ngược. Ông cho phép các quý tộc cấp cao được nhận đất ủy thác của triều đình, khuyến khích lập các trang viên mới. Bản thân ông nhiều lần đứng ra nhận ủy thác nhiều trang viên rộng lớn. Vốn mộ đạo, ông cũng xây dựng nhiều chùa chiền như Senssoji ( (Thành Thắng tự)) và Enshoji ( (Diên Thắng tự)).

## Gia đình
- Trung cung (chūgū): Fujiwara no Shōshi/ Tamako (1101–1145),  Hoàng thái hậu (待賢門院?), con gái lớn của Fujiwara no Kinzane (藤原公実?). Bà sinh ra: 
  - Akihito (tức Thiên hoàng Sutoku): 1119–1164
  - Công chúa Yoshiko/ Kishi (禧子内親王) – Saiin tại đền Kamo: 1122–1133
  - Michihito: 1124–1129
  - Kimihito: 1125–1143
  - Công chúa Muneko: 1126–1189, cưới em trai là Thiên hoàng Go-Shirakawa.
  - Masahito: 1127–1192, tức Thiên hoàng Go-Shirakawa.
  - Motohito (tu sĩ Phật giáo): 1129–1169
- Hoàng hậu (kōgō) Fujiwara no Yasuko / Taishi (1095–1155), con gái lớn của Fujiwara no Tadazane. Bà này không có con.

- Hoàng hậu (kōgō) Fujiwara no Nariko (1117–1160), con gái của Fujiwara no Nagazane. Bà sinh ra:
  - công chúaToshiko: 1135–1148
  - Công chúa Akiko: 1137–1211
  - Narihito (Thiên hoàng Konoe): 1124–1129
  - Công chúa Yoshiko: 1141–1176, hoàng hậu của Thiên hoàng Nijō)
- Cung nhân Ki no Ieko, sinh ra: 
  - Dōkei (1132–1168), tu sĩ Phật giáo
  - Kakukai (1134–1181), tu sĩ Phật giáo
  - Aya Gozen (? - 1195)
- Ngự nữ Sanjō, sinh ra: công chúa Kenshi, trụ trì đền Ise Shrine

- Ngự nữ Kasuga, sinh ra công chúa Nobuko

- Ngự nữ Fujitsubo (藤壺女御), con gái của Tachibana no Toshitsuna. Bà sinh ra hoàng tử Shin-yo, tu sĩ Phật giáo

- Ngự nữ Tosa (土佐局), con gái của Minamoto no Mitsuyasu (源光保)

- Con gái của Fujiwara no Sanehira (藤原実衡)

- Takamatsunomiya (高松宮) (không có liên quan đến Arisugawa-no-miya người mà cũng có tên gốc là Takamatsu-no-miya)

- (không có tên). Bà này sinh ra: 
  - Hoàng tử Saichū? (最忠法親王), tu sĩ Phật giáo
  - Hoàng tử Dōka? (道果親王)